# Vasile Ghiorghe Gliga
Vasile Ghiorghe Gliga (n. 3 aprilie 1959, Ibănești, România) este lutier, om de afaceri și politician român.
Născut la data de 3 aprilie 1959, în comuna Ibănești, județul Mureș, căsătorit, 3 copii – Vasile-Cristian, Dumitrița și Mirona Gliga.

## Studii
Este inginer, absolvent al Facultății de Industrializarea Lemnului, Brașov, secția Mobilă de artă.
În prezent, este doctorand la Universitatea Transilvania din Brașov, Facultatea de ingineria lemnului, cu teza de doctorat „Cercetări privind influența unor factori specifici de material asupra calității sunetului viorilor din lemn.”

## Distincții
Este cetățean de onoare al municipiului Reghin, al comunelor Chiheru de Jos și Ibănești, județul Mureș; distincția Fibula de la Suseni, oferită de Prefectura Mureș; cetățean de onoare al comunei Fetești, Republica Moldova.

## CARIERA PROFESIONALĂ
În anul 1991 a înființat la Reghin prima firmă din cadrul Grupului Gliga, având ca principal obiect de activitate producția de instrumente muzicale cu coarde și arcuș. În anul 2000 a fost înființată Gliga USA, cu sediul în Pasadena – California, prin care se asigură o mare parte din exportul viorilor Gliga în întreaga lume. Din 2018 s-a deschis o secție de producție a instrumentelor Gliga în Fetești, Republica Moldova. 
De la un atelier de doi metri pătrați la început, în prezent S.C. „Gliga Instrumente Muzicale” S.A este cel mai mare producător de instrumente muzicale cu coarde și arcuș din Europa. În anul 2019, România a fost pe primul loc în Uniunea Europeană la exportul extracomunitar de instrumente muzicale cu coarde și arcus, viorile Gliga având o pondere de peste 60%.
Din 2005 - la Geneva, 'Gliga' este marcă înregistrată la nivel international.
Protagoniștii afacerii de familie sunt Vasile și soția sa, Elena Gliga. În 1988, Vasile Gliga a fabricat acasă, într-o debara, prima vioară. În 1994 a trimis un instrument la concursul de la Cremona, Italia, patria maeștrilor lutieri, unde a întrunit toate aprecierile, situându-se pe cea mai bună poziție ocupată de un român până în acel moment în catalogul concursului.
Instrumentele muzicale precum – vioară, violă, violoncel, contrabas, și accesoriile necesare – cutii și arcușe, sunt produse pe toate dimensiunile, pe patru categorii calitative – maestru, profesional, student și școală, fiecare instrument păstrându-și însă unicitatea. Instrumentele de maestru sunt produse în atelierul Gliga, fiind însoțite fiecare de un Certificat de Autenticitate. 
Se lucrează diferențiat la o vioară, în funcție de clasa acesteia, după ce lemnul a fost uscat natural minim patru ani, astfel: la un instrument de serie – 50 de ore în decursul a trei luni, iar la un instrument de maestru  – 300 ore pe parcursul unui an. După o uscare naturală a lemnului, de cel puțin patru-cinci ani, urmează peste 260 de faze care trebuiesc urmate, în mare majoritate manuale: se sculptează, se șlefuiește, se finisează, se lăcuiește - finisajul este realizat cu pensula, cu lacuri pe bază de ulei, de cea mai bună calitate – toate etapele fiind realizate după metode tradiționale, care îi oferă instumentului performanță sonoră și rezistență în timp. 
Lemnul folosit în fabricarea instrumentelor muzicale provine de pe Valea Gurghiului, în apropiere de municipiul Reghin, apreciată de maeștrii italieni Antonio Stradivari, Amati, Guarneri pentru paltinul „creț” și molidul său, locul de unde provine cel mai bun lemn numindu-se chiar Valea Italianului.
Instrumentele Gliga se adresează tuturor segmentelor de piață. 95% din producția de instrumente Gliga ia calea exportului, fiind distribuite pe toate piețele lumii – SUA, piața europeană, Japonia, Australia etc.  Sir Yehudi Menuhin, impresionat fiind de calitățile unei viori a maestrului Vasile Ghiorghe Gliga, a trimis făuritorului ei o scrisoare de mulțumire și apreciere a instrumentului. În multe orchestre ale lumii se cântă la instrumente Gliga, motiv pentru revista TIME din Statele Unite ale Americii a scris despre povestea viorilor Gliga, în anul 2001.
Din 1993, instrumentele Gliga sunt prezente la toate marile expoziții de instrumente muzicale din lume: Musikmesse - Frankfurt, NAMM Show - Annaheim, Los Angeles, Shanghai, Cremona, Japonia, Australia și Musicora - Paris (în trecut).
Deschiderea firmei Gliga USA în Pasadena – California în anul 2000 a reconfirmat succesul în plan internațional, protagonistul principal fiind fiul lutierului Vasile Ghiorghe Gliga, Vasile Cristian Gliga. Părinții l-au încurajat să dezvolte acolo afacerea familiei, în prezent firma vânzând peste 2000 de instrumente anual. Viorile Gliga apar acum în toate revistele de specialitate de peste ocean.
În anul 2018 grupul de firme coordonat de maestrul lutier Vasile Ghiorghe Gliga a deschis în localitatea Fetești, Republica Moldova, un atelier de instrumente muzicale, cu forță de muncă locală. „Deocamdată, acolo lucrează 25 de oameni, care au fost la Reghin la pregătire, timp de trei luni, au învățat meserie. Este frumos ca români de peste Prut să lucreze și să își serbeze zile de naștere împreună cu cei din Reghin. De Centenar, am făcut o fabrică în România Mare, în Basarabia”, a precizat Vasile Gliga într-un interviu acordat publicației mureșene Zi de Zi. 
Până astăzi, mulți lutieri reghineni au învățat meserie în atelierele Gliga, sub îndrumarea lutierului Vasile Ghiorghe Gliga. În anul 2004,120 de absolvenți au fost primii lutieri calificați în această meserie, prin înființarea Școlii Postliceale de Maiștri.
În anul 2011 a reușit introducerea în nomenclatorul de meserii pentru învățământul continuu a standardului ocupațional lutier.
În 2020 a fost publicat în Monitorul Oficial al României Ordinul ministrului educației și cercetării privind aprobarea standardului de pregătire profesională și a programei școlare pentru pregătirea practică pentru învățământ profesional, inclusiv dual, pentru calificarea profesională 'lutier', în urma demersurilor lui Vasile Ghiorghe Gliga, în colaborare cu Grupul Școlar Ion Vlasiu, din Târgu Mureș și cu Liceul Silvic, Gurghiu.
Vasile Ghiorghe Gliga este membru fondator al Asociației Artiștilor Lutieri din România, înființată în anul 1990, al cărei președinte a fost în perioada 2012 – 2018.
Din anul 1998 Vasile Ghiorghe Gliga este membru al Asociației maeștrilor lutieri din America, iar din 1999 este membru al The Violin Society of America și membru al International Music Products Association.
Grupul de firme Gliga și-a extins activitatea de-a lungul anilor, prin  prelucrarea primară a lemnului, producția de mobilă, parchet din lemn masiv și alte produse din lemn, agricultură, comerț, construcții. În anul 1999 s-au alăturat grupului trei ferme – două pomicole și una zootehnică. Vinul de Reghin Colina Transilvanya este marcă înregistrată Gliga, fiind produs din struguri de Reghin, foarte apreciat de cunoscători.

## ACTIVITATE POLITICĂ
A fost ales deputat în Parlamentul României, prin vot uninominal, în mandatele 2008 – 2012, 2012 – 2016.
În mandatul 2008 – 2012 a fost membru în Comisia pentru învățământ, știință, tineret și sport, în Camera Deputaților.
În mandatul 2012 – 2016, a fost membru în Comisia pentru cultură, arte, mijloace de informare în masă (din iunie 2015); vicepreședinte (până în dec. 2014), președinte (dec. 2014 – martie 2015), vicepreședinte (din martie 2015) Comisia pentru tehnologia informației și comunicațiilor, în Camera Deputaților.
Din anul 2012 este președinte al Partidului Social Democrat Mureș.

### Legea Gliga
Proiectul de lege inițiat de președintele PSD Mureș, deputatul Vasile Ghiorghe Gliga, privind pensionarea anticipată - cu doi ani mai repede - a locuitorilor din Târgu-Mureș și de pe o rază de 8 kilometri în jurul orașului, a fost adoptat de Camera Deputaților și promulgat în anul 2016.

## IMPLICARE SOCIALĂ
În anul 2000 inițiază și susține financiar înființarea Grădiniței și a Gimnaziului Privat „Mirona” – cu program integrat de dans sportiv și limba engleză, unicul cu profil de dans sportiv din Europa, cu rezultate deosebite la învățătură și 8 din 10 campioni naționali la dans sportiv, în anul 2003. Reghinul a devenit astfel Centru Național de Excelență în Dansul Sportiv, loturile naționale ale României pregătindu-se, de aproape 20 de ani aici, cu cei mai buni antrenori din lume. 
Este membru fondator al Clubului de Dans Sportiv „Dansul Viorilor” (înființat în anul 2000). Fiica lutierului Vasile Ghiorghe Gliga este protagonista poveștii de succes a dansului sportiv la Reghin, Mirona Gliga reprezentând România în cinci finale de Campionat Mondial și obținând titlul de campioană mondială în 2015, la Shanghai, China, în pereche cu Roman Ciflicli. Revista dansului sportiv românesc – flashdance – este realizată de peste 15 ani tot în complexul sportiv reghinean, înființat și susținut de Vasile Ghiorghe Gliga.
Vasile Ghiorghe Gliga a fost ales, în 2005, președinte al Federației Române de Dans Sportiv. De asemenea, datorită evoluției spectaculoase a dansului sportiv românesc în lume, este membru în prezidiumul mondial, iar din 2016, vicepreședinte al acestui for, World Dance Sport Federation. Din anul 2005, România este situată astăzi în primele tări din lume la dans sportiv, prin palmaresul deosebit, cu peste 10 titluri de campioni mondiali și dansatori în finale ale marilor competiții internaționale.
În anul 2004 a înființat la Reghin Școala Postliceală de Antrenori.

## SUSȚINEREA TALENTELOR ȘI PROMOVAREA TRADIȚIILOR ROMÂNEȘTI
Vasile Ghiorghe Gliga și familia acestuia sunt cunoscuți și prin evenimentele organizate – șase ediții ale Galei Dansului Sportiv (Brașov, București, Oradea); competiții naționale și internaționale de dans sportiv: Cupa Mirona, Campionatul Mondial de Profesioniști 2006, 10 Dansuri, International Professional Dance Sport Council (Reghin), în premieră în România; Cupa Europeană la dans sportiv, 2011, Târgu Mureș; Campionate Naționale de Dans Sportiv; Romanian Open Championship 2003, Oradea etc., dar și Ziua Recoltei sau Balul Însuraților, eveniment unic în România, cu o puternică încărcătură emoțională, care se desfășoară anual din 2008 la Reghin, cu peste 1000 de participanți, iubitori de tradiții, toți în costume populare autentice.
Este un susținător permanent al promovării tradițiilor și a obiceiurior românești de pe Valea Mureșului Superior și Valea Gurghiului.